# Lissoclinum pacificense
Lissoclinum pacificense is een zakpijpensoort uit de familie van de Didemnidae. De wetenschappelijke naam van de soort is voor het eerst geldig gepubliceerd in 1981 door Kott.